# Jubilej gospodina Ikla (1955.)
Jubilej gospodina Ikla, hrvatski dugometražni film iz 1955. godine.